# Drowning (Crazy Town)
Drowning è una canzone del gruppo musicale statunitense Crazy Town. Fu pubblicata nel 2002 come primo singolo estratto dal loro secondo album in studio, Darkhorse. 

## Descrizione
La canzone parla delle lotte materiali e morali affrontate dagli autori per la propria affermazione in ambito musicale. Ha raggiunto la ventiquattresima posizione della classifica Billboard Modern Rock Tracks, e la cinquantesima delle classifiche del Regno Unito.

## Video musicale
Il video per la canzone, diretto dai The Malloys, mostra i Crazy Town che eseguono il brano in una zona industriale, alternati a spezzoni di una storia di violenza giovanile.

## Tracce
Australia Maxi-single 
1. Drowning (Album Version) – 3:20
2. Drowning (Crazy Town Remix) – 3:34
3. Drowning (John O Suicide Mix) – 3:48
4. Suck on My Gun (Album Version) – 3:35

 UK Maxi-single 
1. Drowning (Album Version) – 3:19
2. Deja Vu (Album Version) – 2:41
3. Butterfly (Album Version) – 3:37

 Germany Maxi-single 
1. Drowning (Album Version) – 3:41
2. Drowning (Crazy Town Remix) – 3:34
3. Revolving Door (Live Version) – 3:36
4. Suck on My Gun (Album Version) – 3:35
5. Drowning (Video Version) – 3:18